# Sör-Altervattnet
Sör-Altervattnet är en sjö i Bodens kommun i Norrbotten och ingår i Luleälvens huvudavrinningsområde. Sjön har en area på 0,865 kvadratkilometer och ligger 63,9 meter över havet. Sjön avvattnas av vattendraget Edbäcken.

## Delavrinningsområde
Sör-Altervattnet ingår i det delavrinningsområde (733489-176358) som SMHI kallar för Utloppet av Sör-Altervattnet. Medelhöjden är 84 meter över havet och ytan är 4,21 kvadratkilometer. Räknas de 2 avrinningsområdena uppströms in blir den ackumulerade arean 22,15 kvadratkilometer. Edbäcken som avvattnar avrinningsområdet har biflödesordning 3, vilket innebär att vattnet flödar genom totalt 3 vattendrag innan det når havet efter 60 kilometer. Avrinningsområdet består mestadels av skog (62 procent). Avrinningsområdet har 0,96 kvadratkilometer vattenytor vilket ger det en sjöprocent på 22,9 procent.